# Piotr Lewicki (architekt)
Piotr Lewicki (ur. 28 sierpnia 1966 w Zabrzu) – polski architekt i urbanista, wykładowca Politechniki Krakowskiej i teoretyk architektury.

## Życiorys
Twórca obiektów użyteczności publicznej, budynków mieszkalnych i przestrzeni publicznych.
Jest absolwentem V Liceum Ogólnokształcącego w Krakowie oraz Wydziału Architektury Politechniki Krakowskiej. W 1999 uzyskał stopień doktora nauk technicznych – specjalność urbanistyka i planowanie przestrzenne. Założyciel Biura Projektów Lewicki Łatak wraz z Kazimierzem Łatakiem.
Laureat Honorowej Nagrody SARP w 2018. W tym samym roku otrzymał też Doroczną Nagrodę Ministra Kultury i Dziedzictwa Narodowego. W 2022 uhonorowany został Nagrodą Jože Plečnika przez Stowarzyszenie Architektów Czeskich. Za działalność na rzecz odnowy zabytków Krakowa został odznaczony w 2023 Krzyżem Kawalerskim Orderu Odrodzenia Polski, a za zasługi na rzecz Miasta i jego mieszkańców w tym samym roku Odznaką "Honoris Gratia" Miasta Krakowa.